# Mads Christiansen
Mads Christiansen (Næstved, 3 maggio 1986) è un pallamanista danese.

## Palmarès

### Olimpiadi
- 1 medaglia:
  - 1 oro (Rio de Janeiro 2016)

### Mondiali
- 1 medaglia:
  - 1 argento (Svezia 2011)

### Europei
- 2 medaglie:
  - 1 oro (Serbia 2012)
  - 1 argento (Danimarca 2014)